# Zofia Kowerska
Zofia Kowerska z Przewłockich herbu Przestrzał (ur. 11 grudnia 1845 we Wronowie, zm. 20 marca 1929 w Warszawie) – polska powieściopisarka, nowelistka i krytyczka literacka.

## Życiorys
Była córką Józefa Przewłockiego i Zofii z Koźmianów (bratanicy Kajetana i Józefa Szczepana), siostrą Konstantego i Marii Gustawowej Świda-Polny.
Nagrodzona przez „Tygodnik Ilustrowany” za nowelę Wydalona, poruszającą temat rugów pruskich. Jej publikacje prasowe miały charakter wychowawczo-patriotyczny. Jest również autorką książek dla dzieci i literatury pedagogicznej. Za rozprawę O wychowaniu macierzyńskim otrzymała nagrodę tygodnika „Bluszcz”. Jej twórczość tłumaczono na język francuski, niderlandzki oraz czeski.
Była żoną ziemianina Stefana Franciszka Kowerskiego herbu Białynia (1824–1901), syna Jana Pawła i Brygidy z Niewiarowiczów, z którym miała czworo dzieci:
- Stanisława Józefa (1869–1940), męża Marii z Popielów (córki Pawła i Marii z Zamoyskich), a po jej śmierci Marii z Horodyńskich (córki Zbigniewa)
- Zofię (1871–1946), żonę Antoniego Rząda
- Witolda
- Wandę (1880–1967), żonę Feliksa Drużbackiego

Spoczywa na cmentarzu Powązkowskim w Warszawie (kwatera 226-1-28/29).

## Wybrana twórczość[1]
- 1873 – Historia o nieśmiałej dziewczynie
- 1879 – Bracia z wyboru
- 1881 – O wychowaniu macierzyńskim
- 1886 – Wydalona
- 1893 – Robotnica
- 1895 – Iluzja
- 1896 – Na służbie
- 1898 – Losy Adasia
- 1899 – Mały zbawca
- 1917 – Pani Anielska